# Esnobismo

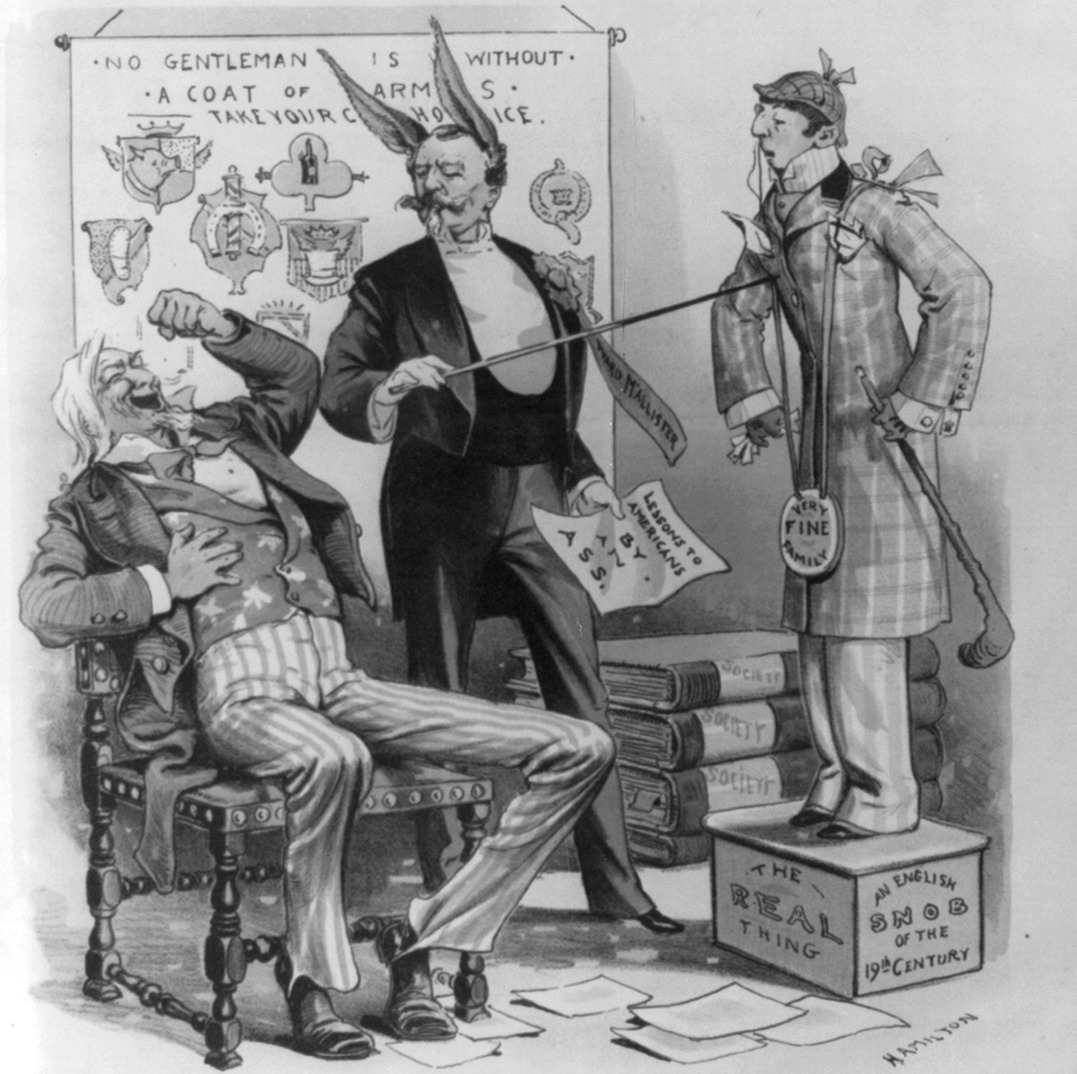
Caricatura do advogado e socialite americano Ward McAllister (1855–1908) apontando o Tio Sam para "um esnobe inglês do século XIX" e dizendo como ele deve imitá-lo ou "você nunca será um cavalheiro". Tio Sam é mostrado rindo com vontade

O esnobismo (português brasileiro) ou snobismo (português europeu) é uma condição pejorativa para uma pessoa que acredita que existe uma correlação entre status social (incluindo aparência física) e valor humano. O termo esnobe (português brasileiro) ou snob (português europeu) também se refere a uma pessoa que sente superioridade sobre as classes sociais mais baixas, níveis de educação ou outras áreas sociais. A terminologia entrou em uso pela primeira vez na Inglaterra durante a década de 1820.

## Exemplos
Os esnobes podem ao longo do tempo ser encontrados agradando a uma série de grupos proeminentes — soldados (Esparta, 400 a.C.), bispos (Roma, 1500), poetas (Weimar, 1815), agricultores (China, 1967) — pois os interesses primários dos esnobes são a distinção e, à medida que sua definição muda, naturalmente e imediatamente os objetos de admiração do esnobe também mudam.
O esnobismo também existia na Europa aristocrática feudal medieval, quando as roupas, a etiqueta, a linguagem e os gostos de todas as classes eram estritamente codificados por costumes ou leis. Geoffrey Chaucer, um poeta que se movia nos círculos da corte, observou o francês provinciano falado pela prioresa entre os peregrinos de Cantuária:

E francês ela falava com toda a justiça e fetiche
Depois da escola de Stratford atte Bowe,
Pois o francês de Paris era para ela desconhecido.

William Rothwell observa "o contraste simplista entre o francês 'puro' de Paris e seu francês 'defeituoso' de Stratford atte Bowe que convidaria ao menosprezo".
O termo "esnobe" é muitas vezes mal utilizado para descrever um "dono de torneira de ouro", ou seja, uma pessoa que insiste em exibir riqueza (às vezes inexistente) através do consumo conspícuo de bens de luxo, como roupas, jóias, carros etc. Exibir prêmios ou talentos de maneira rude, ostentando-se, é uma forma de esnobismo. Um exemplo popular de esnobe é o personagem de televisão Hyacinth Bucket da série de comédia da BBC Keeping Up Appearances.

## Análise
William Hazlitt observou, em uma cultura onde a deferência à classe era aceita como um princípio positivo e unificador, que "a moda é a gentileza fugindo da vulgaridade e temendo ser ultrapassada por ela", acrescentando subversivamente que "é um sinal de que as duas coisas não estão muito distantes." O romancista inglês Bulwer-Lytton comentou que "as ideias viajam para cima, a etiqueta para baixo". Não foi a ideia profundamente arraigada e fundamentalmente aceita de "melhores" que marcou o esnobismo na cultura tradicional europeia e americana, mas "imitar os melhores".
O esnobismo é uma expressão defensiva da insegurança social, florescendo mais onde um establishment se tornou menos seguro no exercício de suas prerrogativas tradicionais e, portanto, era mais um princípio organizador para os vislumbres de Thackeray da sociedade britânica na atmosfera ameaçadora da década de 1840 do que era de Hazlitt, escrevendo na estabilidade social comparativa da década de 1820.

### Etimologias
- «Pergunte a Oxford – Pergunte aos especialistas»
- «Dicionário Merriam Webster Online»
- «Dicionário de Etimologia Online»